# Barri d'Ègara
Ègara és un barri de Terrassa a la part sud del districte 6 o del Nord-est, situat al marge dret de la riera de les Arenes. Té una superfície de 0,42 km² i una població de 4.490 habitants el 2021.
De forma aproximadament triangular amb el vèrtex al nord, està limitat a l'oest pel carrer del Periodista Grané i l'avinguda de Jaume I, a l'est per l'avinguda del Vallès i al sud pel passeig del Vint-i-dos de Juliol i la via del ferrocarril Barcelona-Manresa de la RENFE.

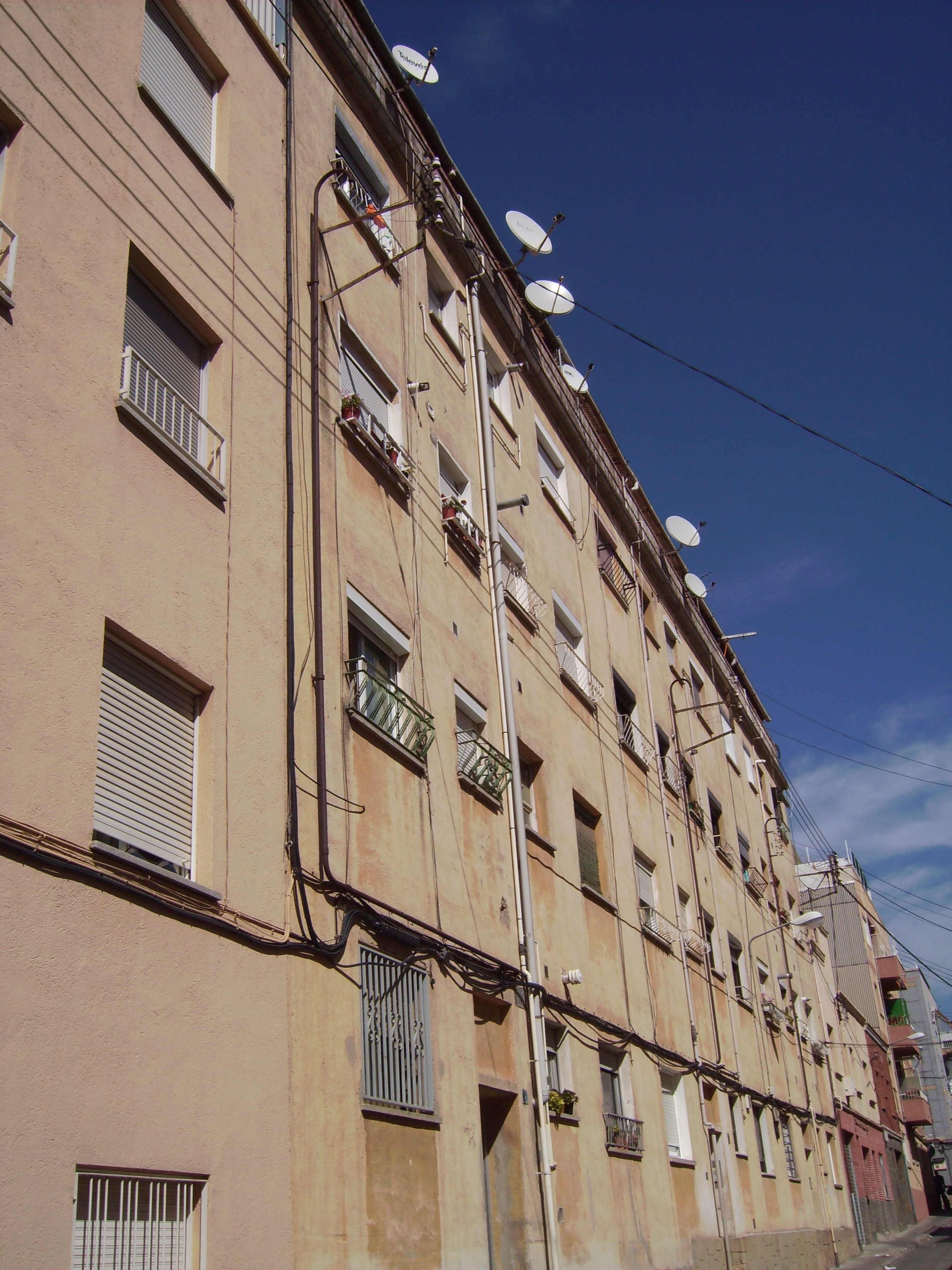
El carrer de Ciutadella, al barri d'Ègara de Terrassa

Té parròquia pròpia des del 1962, la de Sant Llorenç, amb seu a l'antiga capella de la Immaculada (1957), que sobrepassa els límits del barri i inclou també Sant Llorenç, les Arenes – la Grípia – Can Montllor i la Font de l'Espardenyera. La festa major és el 23 de juny.
Disposa d'un institut d'ensenyament mitjà, l'IES Investigador Blanxart, al carrer de Granada, i d'un centre d'atenció primària, el CAP Terrassa Nord, al carrer del Vint-i-cinc de Setembre.

## Història
La barriada d'Ègara va sorgir al voltant d'un grup de cases amb pati construïdes per l'Obra Sindical del Hogar l'any 1952. El fenomen especulatiu que va propiciar l'engrandiment del barri, sense cap mena de raonament urbanístic, cap a l'altra banda de la carretera de Castellar i fins ben bé al mig del llit de la riera, va provocar un daltabaix de vides humanes i cases arrossegades durant els aiguats del 1962, que van fer desbordar la riera de les Arenes i van afectar especialment aquest barri, emplaçat en terreny inundable, situació que es va veure solucionada amb la canalització posterior de la riera. La capella de la Immaculada, més endavant convertida en parròquia, fou capdavantera dels moviments socials i de lluita dins les tensions polítiques dels darrers anys del franquisme.
El barri es va anomenar així en record de l'antic municipi d'Ègara, antecedent de l'actual Terrassa, tot i que la situació geogràfica de la ciutat romana, vora el torrent de Vallparadís i propera a les esglésies de Sant Pere, no tenia res a veure amb aquest barri de construcció relativament recent.

## Llocs d'interès
- L'escultura La dona treballadora, a la confluència de la carretera de Castellar amb el passeig del Vint-i-dos de Juliol. Obra del valencià Andreu Alfaro, es va instal·lar el novembre del 1996 i, amb la seva forma helicoidal i els seus 40 m d'altura, s'ha convertit en un nou símbol de Terrassa, visible des de molts punts de la ciutat i de la rodalia.